# Dubiny (gromada)
Dubiny – dawna gromada, czyli najmniejsza jednostka podziału terytorialnego Polskiej Rzeczypospolitej Ludowej w latach 1954–1972.
Gromady, z gromadzkimi radami narodowymi (GRN) jako organami władzy najniższego stopnia na wsi, funkcjonowały od reformy reorganizującej administrację wiejską przeprowadzonej jesienią 1954 do momentu ich zniesienia z dniem 1 stycznia 1973, tym samym wypierając organizację gminną w latach 1954–1972.
Gromadę Dubiny z siedzibą GRN w Dubinach utworzono – jako jedną z 8759 gromad – w powiecie hajnowskim w woj. białostockim, na mocy uchwały nr 16/V WRN w Białymstoku z dnia 4 października 1954. W skład jednostki weszły obszary dotychczasowych gromad Dubiny, Lipiny i Postołowo oraz wieś Bielszczyzna z dotychczasowej gromady Bielszczyzna ze zniesionej gminy Nowoberezowo, a także obszary dotychczasowych gromad Nowosady i Kotówka ze zniesionej gminy Łosinka w tymże powiecie. Dla gromady ustalono 19 członków gromadzkiej rady narodowej.
Gromadę Dubiny zniesiono 1 stycznia 1972, a jej obszar włączono do gromady Nowoberezowo z siedzibą GRN w Hajnówce.